# Détour (film, 2009)
Pour les articles homonymes, voir Détour.
Pour plus de détails, voir Fiche technique et Distribution.
Détour est un film québécois de Sylvain Guy sorti en 2009.

## Synopsis
Depuis vingt-deux ans, Léo Huff travaille comme secrétaire derrière le même petit bureau, habite avec sa femme le même petit bungalow parmi les mêmes meubles qui n'ont pas changé de place. Un jour tout bascule lorsque le bon Léo se voit contraint de remplacer un ingénieur à une présentation de projet en région. C'est à ce moment qu'il s'éprend d'une jeune femme en détresse qui le pousse à sortir de son quotidien si banal. Pour Léo, ce sera le début d'une vie nouvelle. Une vie chaotique, étrange, explosive, aux tournures insoupçonnées. Mais qui est véritablement ce banal employé de bureau que tous croyaient si bien connaître...? Personne ne le sait, pas même lui!

## Fiche technique
- Titre original : Détour
- Titre de travail : Léo Huff
- Réalisateur : Sylvain Guy
- Scénario : Sylvain Guy
- Pays d'origine : Canada
- Genre : Thriller
- Date de sortie : 16 septembre 2009

## Distribution
- Luc Picard : Léo Huff
- Isabelle Guérard : Lou
- Guillaume Lemay-Thivierge : Roch
- Louison Danis : Pauline Courchesne
- Sylvie Boucher : Mme Ventura
- Suzanne Champagne : Maryse Huff
- Gil Leveck